# 大越成徳
大越 成徳（おおこし なりのり）は明治時代の日本の外交官。リヨン領事、ロンドン総領事代理、上海総領事、ブラジル駐箚弁理公使兼総領事、アルゼンチン駐箚公使を歴任した。

## 生涯

### 生い立ち
安政2年12月5日（1856年1月12日）、江戸幕府御蔵奉行大越貞五郎の長男として江戸四谷に生まれる。幼名は千太郎。幼くして幕府が倒れたため、家は困窮し、路上に家財や絵を売って糊口を凌いだ。
父は学問に理解がなかったが、洋学を修めた母の影響で、旧暦明治4年9月に外務省洋語学所に入学し、フランス語を学んだ。明治5年7月より外務省翻訳掛別席出勤を経て、新暦1873年（明治6年）4月に外務省出仕となり、8月に延遼館滞在中のイタリア王国王族の通弁、1875年（明治8年）7月にはデンマーク使節接遇掛を務めた。

### 渡欧
1876年（明治9年）5月に在英国公使館附書記一等見習に任命され、翌6月に南条文雄・笠原研寿の留学組とともに横浜港より出港、赴任。森有礼公使の下で関税自主権の回復を目指したが、1878年（明治11年）ユニヴァーシティ・カレッジ・ロンドンでジェボンズに経済学を学び、保護貿易に疑問を抱くようになった。
1879年（明治12年）12月に三等書記生、1881年（明治14年）8月に書記生となる。1882年（明治15年）4月に依願帰国、8月に依願免本官。以後、准判任の外務省御用掛として公信局勤務、朝鮮事務掛に任じられた。
1883年（明治16年）4月、再び書記生として在ロンドン領事館在勤を被命。1885年（明治18年）12月、在リヨン領事としてフランスへ転任、1887年（明治20年）3月にバルセロナ万国博覧会理事官、1888年（明治21年）2月にはパリ万国博覧会事務官に任命された。1889年（明治22年）暇を得て6月に帰国。　
1889年（明治22年）『外国貿易拡張論』を著し自由貿易を主張、これが『東京経済雑誌』において評価され、以降度々同誌に寄稿するようになった。
1891年（明治24年）3月に在ロンドン領事、6月に総領事代理を被命。1892年（明治25年）の倫敦日本協会創立に尽力した。

### 上海転任と帰国
1893年（明治26年）11月、在上海領事となり、1894年（明治27年）3月に総領事となった。金玉均暗殺事件では、総理衙門に洪鐘宇の上海共同租界への引き渡しを要求した。
1894年（明治27年）8月1日に日清戦争開戦の報を受け、11日上海より退去。11月に上海在勤を解かれ、12月に横浜税関長に任じられた。

### 南米勤務

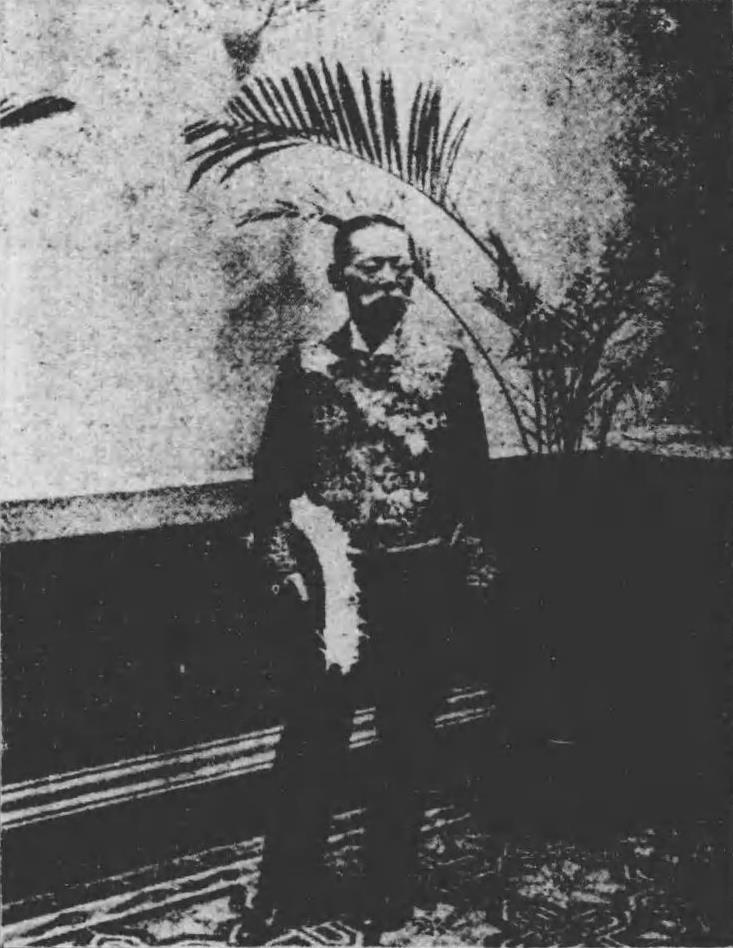
アルゼンチン駐箚公使時

1899年（明治32年）3月にブラジル駐箚弁理公使兼総領事に任命の上、リオ･デ･ジャネイロ在勤を命じられ、7月にペトロポリスに着任、1902年（明治35年）4月にはアルゼンチン駐箚を兼任。
当時政府はブラジル移民の可能性を模索しており、大越も調査を行ったが、コーヒー価格の暴落による恐慌を目の当たりにし、反対の報告を行った。ブラジルでは日本拉丁協会を設立するなど広い交友関係を築き、妻（Carmen Aguirre、スペイン・イギリス混血）によれば、南米駐在中が生涯で最も幸福だったという。
1903年（明治36年）12月11日に依願免本官並兼官。1904年（明治37年）11月には日露戦争の外債募集のため、末松謙澄に従いロンドンへ渡った。
晩年は麻布区広尾町75番地に隠居したが、健康を害し、1923年（大正12年）7月2日午前10時死去した。

## 栄典
位階
- 1886年（明治19年）7月8日 - 正七位
- 1891年（明治24年）12月21日 - 従六位
- 1894年（明治27年）4月30日 - 正六位
- 1896年（明治29年）6月30日 - 従五位
- 1898年（明治31年）3月30日 - 正五位
- 1898年（明治31年）12月28日 - 従四位[24]

勲章
- 1893年（明治26年）6月29日 - 勲六等瑞宝章[25]
- 1895年（明治28年）10月31日 - 勲五等双光旭日章（明治二十七八年事件ノ功）[26]
- 1898年（明治31年）12月28日 - 勲四等瑞宝章[24]
- 1903年（明治36年）6月26日 - 勲三等瑞宝章[27]

外国勲章佩用允許
- 1890年（明治23年）3月3日 - フランス共和国：レジオンドヌール勲章シュヴァリエ[28]
- 1890年（明治23年）6月23日 - スペイン王国：イサベル・ラ・カトリカ勲章コンマンデール（スペイン語）[29]
- 1896年（明治29年）10月23日 - カンボジア王国：カンボジア王室勲章コンマンドール（英語）Commandeur de l'Ordre Royal du Cambodge[30]

## 著書
- 1883年 A Sketch of the Fisheries of Japan - Google ブックス, International Fisheries Exhibition
- 1889年 『外国貿易拡張論』 - 国立国会図書館デジタルコレクション
- 1892年 『英国殖民及移住ニ関スル報告』 - 国立国会図書館デジタルコレクション
- 1893年 『日本英吉利仏蘭西農民負担之比較』 - 国立国会図書館デジタルコレクション
- 1926年 『大越成徳遺稿』 - 国立国会図書館デジタルコレクション

## 家族
- 父：大越貞五郎、後に謨洋（もよう）[1]
- 母：三代[31]または三保[2][32] - 高橋誠種三女、川路聖謨養女[1]。
- 長妹：栄 - 渡辺某妻[31]
- 次妹：菊[31]（幾久） - 陸軍少将小島好問妻[22]
- 三妹：秀[31] - ロシア語学者藤堂紫朗妻[22]
- 弟：慎次郎[31] - 海軍大尉根津欽次郎養子[22]
- 四妹：喜和[31] - 土木技師杉文三妻[22]
- 妻：カーメン・アギーレー（Carmen Aguirre[20]） - スペイン士官ドン・B・B・アギーレ―（Don B. B. Aguirre[20]）娘。1884年ロンドンで結婚[1]。日本では佳明子と称した[23]。
- 長男：貞蔵[31]または貞造[23]
- 長女：稲子[31]
- 二男：広男[31]